# Eublemma jocularis
Eublemma jocularis is een vlinder uit de familie van de spinneruilen (Erebidae). De wetenschappelijke naam van deze soort werd voor het eerst voorgesteld als Thalpochares jocularis door Hugo Theodor Christoph in een publicatie uit 1877.
De soort komt voor in Iran.